# Козилівка
Кози́лівка — село в Україні, у Холминській селищній громаді Корюківського району Чернігівської області. Населення становить 1058 осіб. До 2016 орган місцевого самоврядування — Козилівська сільська рада, якій були підпорядковані с. Бобрик, с. Борок, с. Дачне, с. Тихонівське, с. Уріччя та с-ще Довжик.

## Географія
Село розташоване на р. Убідь за 42 км від районного центру і залізничної станції Корюківка. Село розташоване за 24 км від автодороги Чернігів — Новгород-Сіверський Н27. Висота над рівнем моря — 156 м. На південь від села розташований гідрологічний заказник місцевого значення «Жукляно-Кістерська Дача».

## Топоніміка
Про походження назви села є три версії: В кін. XVII ст. жив поміщик Козило (Козилов), за прізвищем якого й пішла назва села.
Два вільних козаки Таран і Шпель були закріпачені поміщиком Горленком, їх господарства об'єднали в хутір і від перших поселенців, які були козаками, село почали називати Козилівка.
Біля боліт і річки Убідь росли мішані ліси, у яких водилось багато кіз, звідки і назва села.

## Демографія
За даними сайту Верховної Ради України у Козилівці станом на початок 2012 року мешкає 1058 жителів.
| 1866 | 1897 | 1988 | 2012 |
| ---- | ---- | ---- | ---- |
| 1594 | 3021 | 1275 | 1058 |
| ▲    | ▲    | ▼    | ▼    |

## Історія
Виникло на поч. XVI ст.
У XVII ст. збудовано дерев'яну Покровську церкву (1871 року на її місці зведено нову).
У церковній теці, яка існувала до Другої світової війни, як оповідають очевидці існував такий запис:
|  | Козиловка — село небольшое, имеются три кабака, одна церковь |

У Національній книзі пам'яті жертв Голодомору 1932—1933 років в Україні перелічено 4 жителів села, що загинули від голоду. 9 травня 1933  року село було занесене до «чорної дошки».
У Другій світовій війні на фронті та у партизанському русі брали участь 1130 мешканців села, 490 з яких загинули.
За свідченнями очевидців, за час німецької окупації було вивезено на примусові роботи близько 50 мешканців села, трьох євреїв спалили живими.
У 1972 році споруджено обеліск Слави на честь односельців, які полягли (450 чол.) на фронтах Другої світової війни, у 1967 році — надгробок на братській могилі радянських воїнів, що загинули 1943 року під час визволення села від гітлерівців.
12 червня 2020 року, відповідно до розпорядження Кабінету Міністрів України № 730-р «Про визначення адміністративних центрів та затвердження територій територіальних громад Чернігівської області», увійшло до складу Холминської селищної громади.
19 липня 2020 року, в результаті адміністративно-територіальної реформи та ліквідації Корюківського району, увійшло до складу новоутвореного Корюківського району Чернігівської області.

## Сучасність
Сільський голова
Рубець Петро Михайлович , 1976 р. н.,
працює на посаді з 2006 року, позапартійний.
Секретар ради та виконкому
Мягка Тамара Анатоліївна, 1970 р. н., працює
на посаді з 2004 року, Народна партія.
Козилівська сільська рада: с. Козилівка — 995 чол., 401 двір, с. Бобрик — 130 чол., 53 двори, с. Борок — 41 чол., 22 двори, с. Дачне — 193 чол., 1 двір (інтернат), с-ще Довжик — 3 чол., 2 двори, с. Тихонівське — 49 чол.,21 двір, с. Уріччя — 11 чол., 7 дворів.

### Землекористування
На території Козилівської сільської ради виділено 596,4 га земель запасу та 382,6 га резервного фонду.
Із земель запасу надано для: сінокосіння та випасання худоби 533,8га, передано в оренду 40,1 га.
Не використовується 22,5 га.
Із земель резервного фонду надано передано в оренду 20,0 га.
Не використовується 362,6 га.
Власникам сертифікатів видача державних актів на право власності на землю знаходиться в стадії розробки.
По Козилівській сільській раді проведена грошова оцінка сіл: Козилівка, Борок, Тихонівське, Борок, Уріччя, Довжик, Дачне. Розмежування земель державної та комунальної власності не проводилось.

### Виконання бюджету
За 2007 рік до бюджету Козилівської сільської ради надійшло 98,5 тис. грн. податків і зборів, виконання доходної частини по власних надходженнях забезпечено на 133,8 % до бюджетних призначень. На бюджеті Козилівської сільської ради утримується 5 бюджетних установ: сільська рада, амбулаторія, ФП, будинок культури, ПСО.

### Транспортне сполучення
Транспортне обслуговування на приміських маршрутах району проводить тільки ВАТ «Корюківське АТП 17445».
Маршрут на Чернігів: Козилівка — Чернігів.
Приміські маршрути Корюківка — Бобрик (середа), Козилівка — Корюківка (понеділок, четвер, п'ятниця, неділя), Холми — Бобрик (субота).

### Побутове і торговельне обслуговування населення
Торговельне обслуговування населення Козилівської сільської ради забезпечують 11 магазинів, 2 підприємства громадського харчування, з них 5 магазинів Холминського споживчого товариства, 1 ЦПЗ, ПП «Ісаєнка», ПП «Діа», ПП Свириденко, ПП Рубан, ПП Синюта, кафе ПП «Ісаєнка», бар ПП «Діа». Магазини повністю забезпечують потреби населення в основних продовольчих та супутніх товарах.

### Освіта
Директор Козилівської загальноосвітньої школи І-ІІІ ступенів — Гоптар Ганна Миколаївна. На початок 2012 н.р. навчається 168 учні, працює 24 педагогів. Для учнів школи організоване гаряче харчування.

### Проблемні питання
Медичне обслуговування населення здійснює ЛА.
- Козилівська СЛА — в.о. завідувача фельдшер Шкель Тетяна Іванівна. Опалення — пічне. За рахунок коштів державної субвенції медичне обладнання та апаратуру не отримували..

### Соціальний захист населення
До Єдиного Державного реєстру пільговиків занесено — 239 осіб, учасники бойових дій — 7, інваліди війни — 7, учасники війни — 158, члени сімей загиблих та померлих ветеранів війни — 24, сільські педагоги на пенсії — 12, сільські медпрацівники на пенсії — 1, постраждалі від наслідків Чорнобильської катастрофи — 15, у т. ч. дітей — 2
За пільгами на тверде паливо та скраплений газ звернулося — 160 осіб.
Призначено державну соціальну допомогу малозабезпеченим сім'ям — 9 громадянам, допомогу одиноким матерям — 12, допомогу по догляду за дитиною до 3-х років — 39, допомога на дітей під опікою і піклуванням — 1, допомога інвалідам з дитинства та дітям інвалідам — 36, компенсація на харчування та оздоровлення потерпілим внаслідок ЧАЕС — 6.
У 2007 році субсидію отримало — 15 сімей (2006 рік — 85).

### Культурне обслуговування
Козилівський сільський будинок культури — директор Журба Михайло Григорович.
Діють 10 клубних формувань, з них: 2 клуби за інтересами: дитячий «Пізнайко» та жіночий «Горлиця» та 8 гуртків художньої самодіяльності: естрадний, драматичний, фольклорний, сольного співу, вокальний, хореографічний, художнього читання та спортивний. Платні послуги — 285 грн.
Козилівська сільська бібліотека-філія — завідувач Пазенок Зоя Петрівна. Платні послуги — 146 грн.

### Суспільно-політична ситуація
На території сільської ради знаходяться первинні осередки таких районних організацій політичних партій: НСНУ, УНП, СПУ, СДПУ(О), Селянської партії України, Партії регіонів, ПНЕРУ, Народної партії, ВО «Батьківщина».
Громадські організації: первинна ветеранська організація, профспілка працівників Орлівського будинку-інтернату.
Релігійна карта територіальної громади представлена: Покровською парафією УПЦ, громадою Християн Віри Євангельської.

## Історія створення Свято-Покровської церкви
Свято-Покровська церква була збудована у XVII ст., але точна дата створення храму відсутня. Першого настоятеля церкви звали Євхимієм. Про це свідчить напис на іконі Покрови Богородиці. У фондах Державного архіву Чернігівської області відсутня інформація щодо подальшої долі храму: його будівництво, ремонту.призначення священиків. У 1779—1791 рр. в Козилівці налічувалось 208 селянських дворів. 258 хат, які належали до прихожан Свято-Покровської церкви. За легендою дерев'яна церква згоріла, а на її місці у 1868 році почали будувати нову. Ця церква була побудована у візантійському стилі і мала хрестоподібний вигляд. Для будівництва використовували саморобні цвяхи, які збереглися й дотепер. Вівтар був спрямований на схід. Освячено новий храм 1 жовтня 1871 року. У «Відомостях» було вказано чисельність мешканців у населених пунктах Новгород-Сіверського повіту Чернігівської губернії: проживало 849 чоловік, 842 жінки православного віросповідання. Автори нарису з історії Козилівки висвітлюють запис, який був зроблений напередодні Першої світової війни:
«Козиловка — село небольшое, имеется три кабака, одна церковь. Возле церкви была калитка, куда бросали в щель деньги, как пожертвование. Вместо денег служители церкви вынимали железки. Крестьяне бросали их так, чтобы было слышно, что деньги брошены. Народ был более склонен ходить в кабачок, а не в церковь…»
Після буремних подій 1917 р. і встановлення більшовицького режиму попри посилення утисків Свято-Покровська церква певний час продовжувала функціонувати. З цим періодом її історії пов'язане життя дяка Івана Івановича Терещенка. Він народився у Козилівці у 1889 р. Зазнав поневірянь у роки Першої світової війни. Певний час був ченцем Почаївської Лаври.  Потім  повернувся до рідного села і став дяком у церкві. Однак подальші релігійні утиски більшовиків примусили його переглянути ставлення до православ'я — він прийняв протестантизм.
Пізніше, у другій половині 30-х років ХХ ст., священиком був Михайло Семенович Богдановський.
30-ті роки ХХ століття стали важкими для церкви, адже у цей час вона була вперше закрита радянською владою. Купол розібрали, дзвони поскидали, а щоб остаточно не допустити проведення богослужінь, у храмі відкрили  сільський клуб. Всередині церкви зробили сцену, демонстрували фільми, проводилися танці.
Визначально, що воєнні роки для церкви мали більш позитивні наслідки. Період окупації Козилівки тривав з 20 серпня 1941 р. до 19 вересня 1943 р. У 1942 р., під час німецької окупації, було відновлено діяльність Свято-Покровської церкви. Ремонт здійснювався на добровільні пожертви жителів села. Крім грошей, люди давали будівельні матеріали, приносили ікони. Службу здійснював священик на ім'я Полікарп. Про нього відомо, що він був молодий, високого зросту, красивий і дуже гарно співав. Церковним дяком був Федот Мигун.
У 1944 р., після визволення Козилівки від нацистської окупації, приїхав новий священик Купріян Андрійович Юдін, який до цього жив у селі Хворостовичі Новгород-Сіверського району. Одним із мотивів переїзду в Козилівку був той факт, що його жінка була звідси родом. На той час її сестри ще жили в Козилівці та сусідньому селі Орлівка Новгород-Сіверського району. Першу церковну службу отець Купріян здійснив на Різдво Христове. У Козилівці він жив до 1949 р. Потім приїхав інший священик, якого називали «Гомельський». Проте старожили села вже не пам'ятають, чи це було прізвище, чи прізвисько, оскільки той був вихідцем із Гомельщини, що в Білорусі. Він мав сім'ю, а його онук Леонід, як згадують односельці, зустрічався  з місцевою дівчиною.
Наступником «Гомельського» був Ігнатій Бичевський із села Жадове нинішнього Семенівського району. Він здійснював церковні відправи до закриття церкви, а потім повернувся у рідне село. Церковним старостою у цей час працював місцевий житель Йосип Кузьомко [4].
З часу відновлення діяльності церкви у 1942 р. і до її закриття у 1962 р. приміщення впорядковувалось. Парафіяни  тих років згадують, що було дуже багато ікон, в основному писаних по дереву. Іконостас був дерев'яний і дуже гарний, у його верхній частині знаходилась велика  ікона «Тайна вечеря». На жаль, прізвища її автора з'ясувати не вдалося. Ліві та праві двері вівтаря були розписними. Одні із них зараз зберігаються в церкві (додаток М). Під центральним куполом знаходилась велика люстра. Хори розміщувались з обох боків від притвору, до них вели дерев'яні сходи. В церкві було дві півчі: однією керував регент і вона знаходилась на лівих хорах, друга півча «підспівувала» основній у ході відправи [3].
На церковній дзвіниці знаходились дзвони — кілька маленьких і один великий. Їх використовували не тільки за прямим призначенням. Великий дзвін оповіщав про те, що  в селі померла людина (звук нагадував слова «жив, був, та й помер»), скликав людей на гасіння пожежі [5].
У середині 1980-х років у приміщенні церкви функціонував сільський спортивний зал.
27 квітня 1989 р. церква була відкрита. Вона увійшла до архієпископства Чернігівського і Ніжинського, яке на той час очолював Антоній (Вакарик) (1926—2003 рр.). Першим священиком храму став виходець зі Львівщини Василь Миколайович Мілик. Роботи по впорядкуванню приміщення було багато. За справу взялись всією громадою. Ремонт здійснювали за рахунок благодійних внесків та пожертвувань. Парафіяни купували ікони та дарували їх храму. Повертали ті ікони, що забирали по хатах при закритті церкви.
Розпис під зводами центрального куполу здійснював Олександр Якович Савченко із сусіднього селища Холми. Він є знаним у окрузі скульптором та художником. За своє життя виготовив понад півсотні  невеличких і більших за розмірами скульптур. Його картини зберігаються у приватних зібраннях у Росії, Білорусі, деяких регіонах України. О. Я. Савченко не навчався у художньому училищі, інституті, не має спеціальної освіти. У нього талант — від Бога [6]. Купол робили майстри с. Рейментарівка.
З 1991 року настоятелем храму став Микола Іванович Яцейко. Зараз церква належить до Чернігівської і Новгород-Сіверської єпархії Української православної церкви Московського патріархату, яку з 2003 р. очолює Амвросій (Полікопа). Храм збудований у вигляді хреста, поділений на три частини: вівтар, середня частина храму і притвор. Над входом у храм збудована дзвіниця. Над вхідними дверима до церкви розміщена ікона Покрови Пресвятої Богородиці. У притворі знаходилася старовинна ікона святителя Феодосія, але у 2010 р. вона була викрадена. На бічних стінах розміщені чотири великі ікони: «Внесення немовляти Господнього до Єрусалимського храму», «Воскресіння Господнє», «Георгій Побідоносець» та «Благословення Пресвятої Діви Марії». Навпроти центрального входу до храму розташований іконостас.